# در جستجوی اوهانا (فیلم)
در جستجوی اوهانا (به انگلیسی: Finding 'Ohana) یک فیلم خانوادگی آمریکایی رو به اکران، به کارگردانی جود ونگ در اولین کارگردانی خود و نویسندگی کریستینا استرین است. اولین نمایش آن در تاریخ ۲۹ ژانویه ۲۰۲۱ در نتفلیکس خواهد بود.
این فیلم دو نوجوان اهل بروکلین را در سفر به اوآهو دنبال می‌کند که در آنجا میراث هاوایی خود را کشف می‌کنند.

## بازیگران
- کیا پهو در نقش پیلی
- الکس آیونو در نقش ایوانه
- مارک ایوان جکسون
- لیندسی واتسون در نقش هانا
- اوون واکارو در نقش کاسپر
- کلی هو در نقش لیلانی
- که هوی کوان در نقش جورج فان
- ریکی گارسیا در نقش راهب
- رایان هیگا در نقش رایان
- ماپوانا ماکیا به عنوان پرستار تینا
- برد کاللیموکو در نقش کوآ کاونا
- X مایو در نقش ملودی
- کیندرا سانچز در نقش یولی